# Woman III
Woman III is een schilderij van Willem de Kooning. Het schilderij is een van een serie van zes schilderijen van de Kooning gemaakt tussen 1951 en 1953 rondom het thema 'vrouw'. De afmetingen zijn 1,7 × 1,2 m en is gemaakt in 1953.
Eind jaren 70 tot 1994 was Woman III onderdeel van de collectie van het Museum van moderne kunsten in de Iraanse hoofdstad Teheran. Na de Iraanse Revolutie in 1979 mocht het schilderij niet meer openbaar worden vertoond vanwege de strenge zedenregels van de Iraanse overheid. In 1994 kwam het in handen van Amerikaans zakenman David Geffen.
In november 2006 werd het schilderij verkocht door Geffen aan miljardair Steven A. Cohen voor 137,5 miljoen Amerikaanse dollar. Dat maakte Woman III op dat moment het op een na duurste schilderij ooit verkocht.